# Terjärv
Terjärv (finska: Teerijärvi) är en tätort och kommundel i Kronoby kommun i Österbotten, självständig kommun fram till 1969.
Terjärv har cirka 2 400 invånare. Majoritetsspråket i samhället är svenska (96,6 % år 1960). Terjärv centrum ligger vid Hemsjön eller Heimsjön (finska: Kirkkojärvi) och de flesta byar som tillhör Terjärv är även de lokaliserade vid sjöar.
Ytan (landsareal) var 206,9 km² och kommunen beboddes som mest av 3 464 människor med en befolkningstäthet av 16,7 inv/km² (1908-12-31). Kronoby å rinner genom Terjärv. 
Terjärv blev tillsammans med Nedervetil del av Kronoby 1 januari 1969.

## Befolkningsutveckling fram till 1970-talet

### Befolkningstillväxten[4]

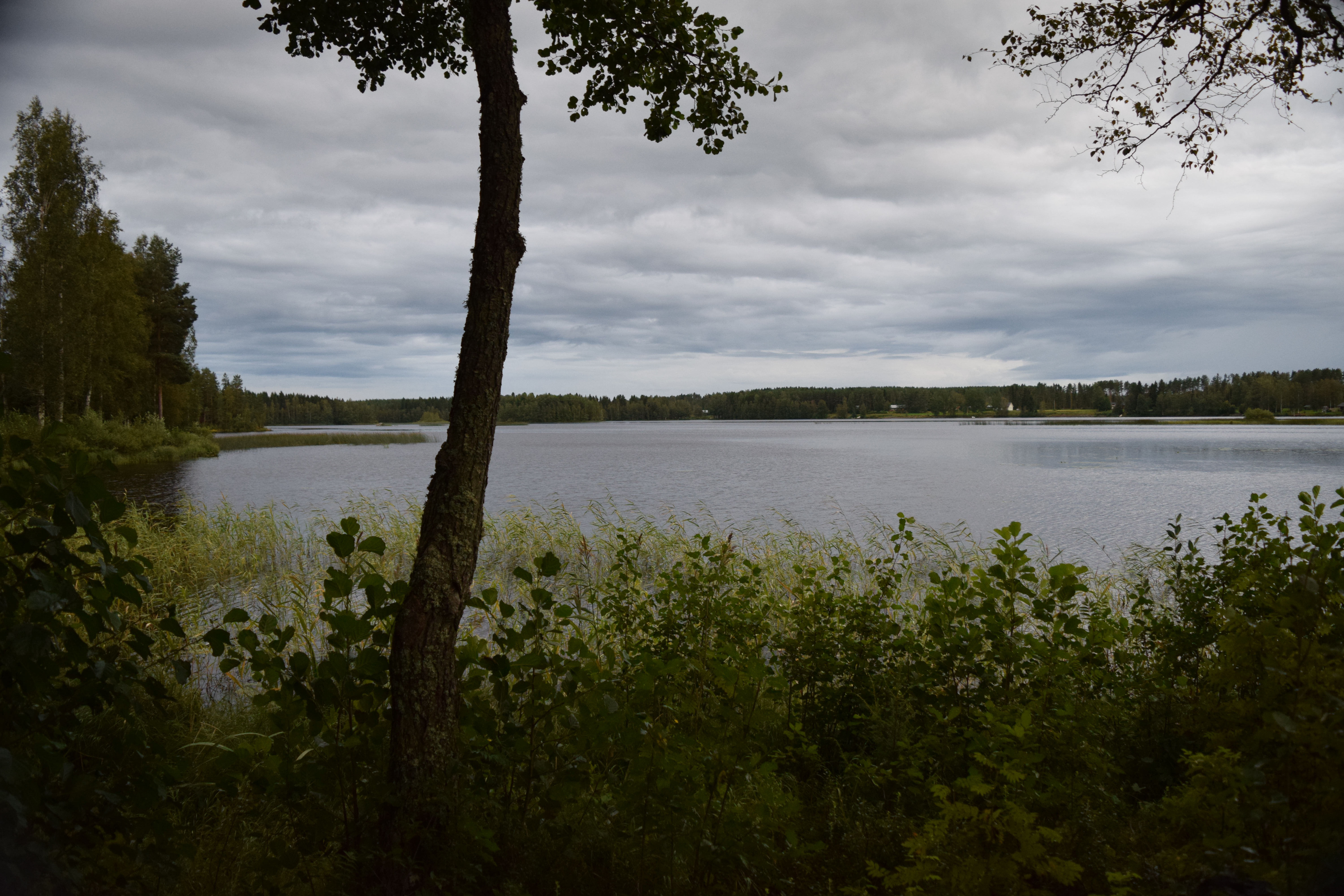
Vy över Peckassjön.

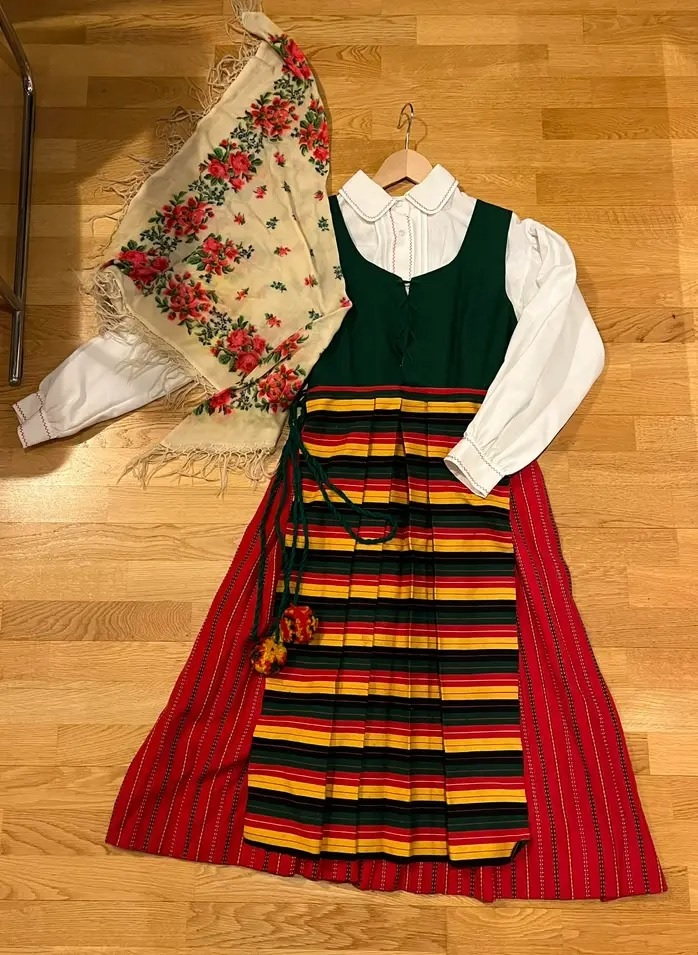
Terjärv folkdräkt.

På 1670-talet byggdes en kyrka och bildade eget kapell och då inleddes en stark tillväxt av byns befolkning.
Vid 1800-talets ingång bodde i kapellet 743 män och 770 kvinnor, eller sammanlagt 1513 kyrkskrivna personer.
Folktillväxten under de gångna 400 åren framgår av följande:
- År 1549, 11 rökar, 56 fullvuxna nebbar
- År 1650, 19 rökar, 68 fullvuxna nebbar
- År 1700, 59 rökar, 174 fullvuxna nebbar
- År 1749, 65 hushåll, 233 fullvuxna nebbar, 668 kyrkskrivna personer
- År 1800, 191 hushåll, 1513 kyrkskrivna personer
- År 1850, 2144 kyrkskrivna personer
- År 1900, 3313 kyrkskrivna personer

På 1950-talet började en folkminskning närmast på grund av emigration till Sverige och till industrisamhällen inom eget land. Denna folkåderlåtning var till en början rätt så betydande, men har med åren avtagit.

## Industri
AB Rani-Plast Oy i Terjärv är största arbetsgivare på orten. Andra viktiga företag är Teri-Hus Ab, Oy Mini-Maid Ab, Oy Scandinavian Teak Deck Ab.

## Kulturliv
Många gamla ord har bevarats i den svenska dialekt som talas i Terjärv. Dialekten påminner om den som talas i kommunens andra två delar, Kronoby och Nedervetil, men det som karakteriserar "Tärjä-dialekten" är framförallt dess breda ä:n och att man använder sig av tre olika genus för substantiv. Dialekten kan även skilja sig något mellan de olika byarna i Terjärv. Här en text som exempel på dialekten.
| ”                                      | "Hä e no göulot ett ein gambel a kar, såm ja nu rei er, ska läta ein räv narr si, men hä e ju söjs ti pa sei, ett ha e int narr såm narrar, utan ha, såm leggä narr si. Å hä e no sant hä. Ja ska berätt hur i dzick till." | „ |
| – Skrivet av Alfred Forss Terjärv 1947 | |   |

Hembygdsgården med soldattorp och fornfynd ligger vid Heimsjöns rand.
Bland föreningar inom kommundelen kan nämnas Terjärv ungdoms sportklubb (TUS), OK Terjärv och Terjärv ungdomsförening (TUF).

## Byggnader

### Kyrkan[5]

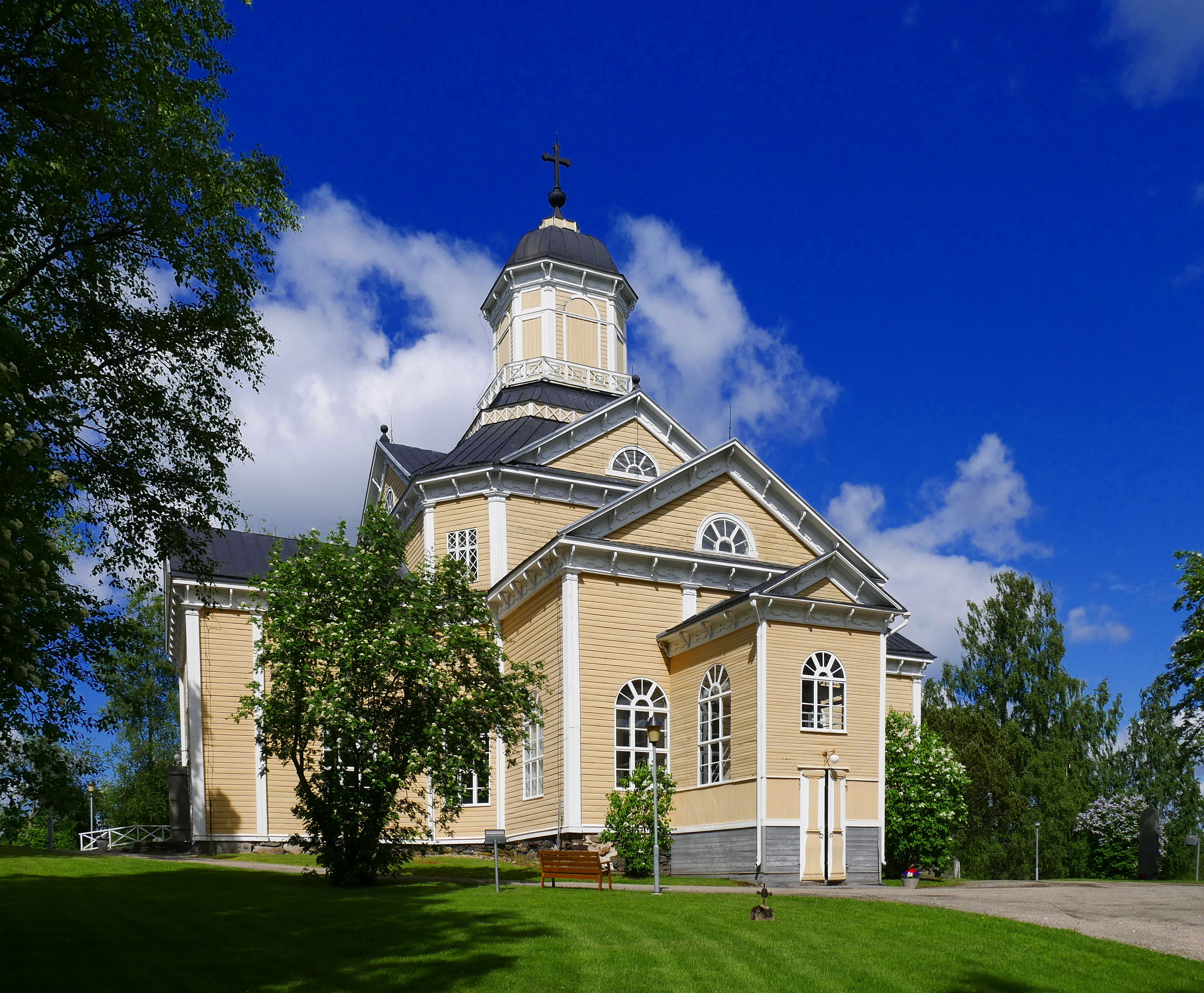
Kyrkan i Terjärv.

Stommen i den arkitektoniskt mångsidiga träkyrkan i Terjärv är en korskyrka med avfasade inre hörn, byggd under ledning av Matts Honga 1774. Kyrkan byggdes om år 1877. Kyrkans skepnad domineras av en stor åttkantig kupol. Klockstapeln uppfördes ursprungligen år 1701 och flyttades år 1774 till sin nuvarande plats under Matts Hongas ledning. Klockstapeln som har förhöjts fick sitt nuvarande utseende år 1852. Kyrkogårdsmuren i sten från 1873 har byggts av stora flata stenar från 15 gravar från vinterkriget.   

### Sockenmagasinen[6]
Uppe på krönet, bredvid kyrkan och gravgården, ett litet stycke utanför kyrkogårdsmuren ligger sockenmagasinet, som i dagligt tal kallas dubbelnamnet magasins-boda.
År 1826 hade boende i Terjärv kapell överenskommit om och uppförde egna magasin med en fond på 300 tunnor, och man beslöt att tillgodogöra sig den organisationsform, som landsdelens södra och mera spannmålsrika socknar infört vid sina sockenmagasin. Terjärv sockenmagasins första förvaltare var bonden Hans Henrik Backlund, som handhade befattningen mot ett värde av ¼ kappe för varje in- och utgående tunna. Magasinsföreståndaren Backlund biträddes av två bönder, som omvaldes vart tredje år. Utlåningen vid magasinet skedde mot 3 kappars växt på tunnan. Den 30 november 1857 antog sockenstämman ett nytt reglemente för sockenmagasinet med utsädes- och undsättningsfonderna, vilket i oktober 1858 stadfästes av senaten och därefter utgavs i tryck 

## Naturstigar
- Heimsjöns vandringsled
  - Leden är ca 2 km startar en bit förbi Kaitbäcken och går mellan Bredbackalidsvägen och Kaitåsvägen. På leden görs ännu vissa förbättringar.
- Höbäck-Saarjärv naturstig
  - Längd 11 och 17 km. Bilväg till startplatsen från Terjärv centrum till Vuojärvi eller till Nybacka. Rastplatser vid vackert kulturlandskap, tjärdalar, åsar, flyttblock, vattendrag.
- Kaitsjön-Saarjärv naturstig
  - är 7 km med start vid Kaitås. Kombinerar vid Sarjärv med Höbäck-Sarjärv naturstig.
- Kortjärvi naturstig
  - Meddasnabbaleden 5,5 km och Lataåågleden 2,3 km bildar en ny naturstig. Start i Kortjärvi vid Byggningsbacka mellan Terjärv centrum och Kaustby. Rastplats med laavu på Meddasnabba vid den natursköna och fiskrika sjön Kortjärvi.
- Furu naturstig
  - är 6 km med start vid Furu i Småbönders.

## Byarna i Terjärv

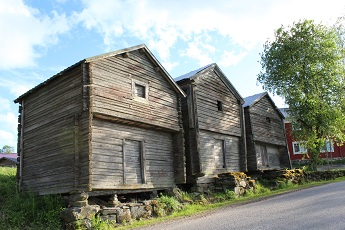
Bodar i Furu

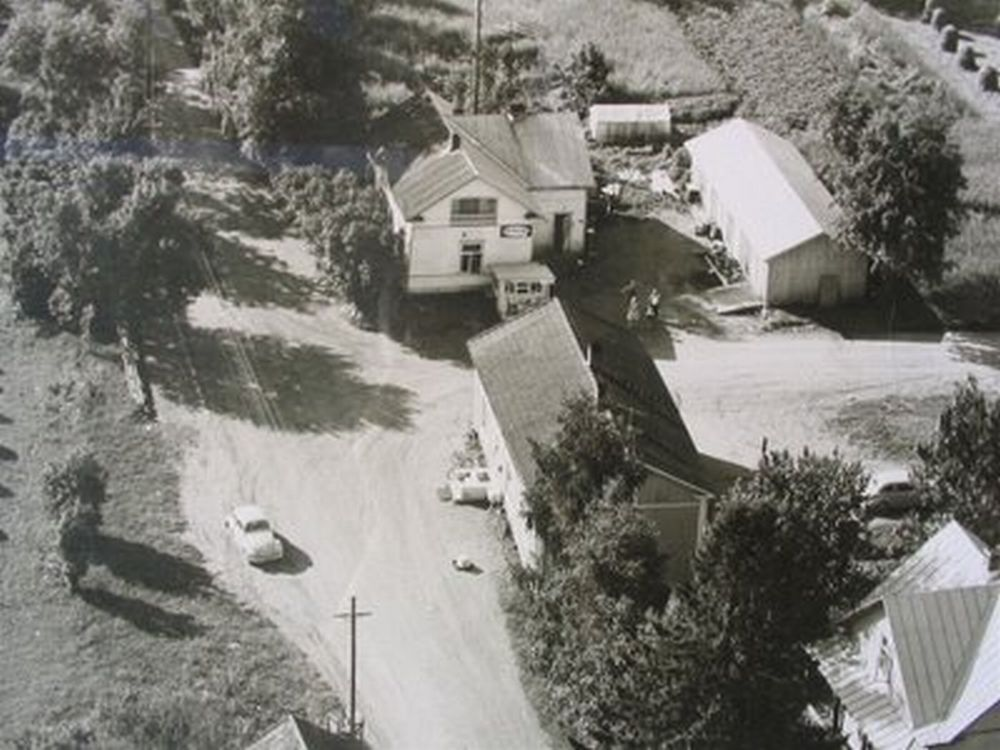
Högnabba flygfoto från tidigt 60-Tal.

Officiellt delades Terjärv i tre byar år 1830. Hästbacka med 16 rökar, Kyrkoby med 82 rökar och Kortjärvi med 69 rökar. Ifråga om jordregistret gäller fortfarande indelningen från 1830, dock med undantaget att namnet Kyrkoby ändrades till Terjärv by i samband med kommunreformen 1969. Namnet Småbönders blev även officiellt i samband med senaste nyskifte.
År 1899 indelades Terjärv i skoldistrikten Kyrkoby, Småbönders, Hästbacka, Kortjärvi och Kolam. Högnabba distrikt tillkom 1917.
En särställning i Terjärv kommun intar Emet, Krasslandet, Åsbacka och Drycksbäck gårdsgrupper. Kommunalt och kyrkligt hör de till Terjärv (kommunalt 1868–1968) men i vissa avseenden är, eller har gårdsgrupperna varit knutna till Kronoby och Nedervetil. Vid indelningen i skoldistrikt hänfördes området till Terjärv kyrkoby. Men år 1907 överfördes Drycksbäck och Åsbacka till Snåre skoldistrikt i Kronoby, medan Emet sedan överfördes till Heimbacka skoldistrikt i Nedervetil.

## Kända Terjärvbor
- Johannes Granö (f.25.9.1850 – 9.6.1913 Omsk) Präst.
- Uno Fagernäs  (1894–1980), General.
- Albin Wickman (1896- 1971) riksdagsman, socialråd.
- Ragnar Granvik (f.1910-d.1997). Trafikminister, riksdagsman, kommunalråd.
- Erik Granvik (f. 15.4.1917 - 24.5.2013) Författare.
- Onni Högnabba (f. 10.3.1926 - 6.10.1999) Spelman
- Nils-Anders Granvik (f. 02.05.1944 - 29.11.2021) Riksdagsman.
- Abigail Byskata (f. 07.05.2007 -) Ishockeyspelare.